# Páramo (Kolumbien)
Páramo ist eine Gemeinde (municipio) im Departamento Santander in Kolumbien.

## Geographie
Páramo liegt in der Provinz Guanentá in Santander auf einer Höhe von 1200 m ü. NN in den kolumbianischen Anden. Die Entfernung zur Hauptstadt von Santander Bucaramanga beträgt etwa 117 km. Die Durchschnittstemperatur beträgt etwa zwischen 19 und 22 °C. Páramo grenzt an folgende Gemeinden: im Norden San Gil und Pinchote, im Westen Socorro und Confines, im Süden Charalá und im Osten Valle de San José und Ocamonte.

## Bevölkerung
Die Gemeinde Páramo hat 4294 Einwohner, von denen 1477 im städtischen Teil (cabecera municipal) der Gemeinde leben (Stand: 2019).

## Geschichte
Páramo wurde im Jahre 1768 gegründet. Sein Name geht auf den Gründer Juan Nepomucemo Páramo zurück. Seit 1887 hat Páramo den Status einer Gemeinde.

## Wirtschaft
Die wichtigsten Wirtschaftszweige von Páramo sind die Landwirtschaft und die Rinderproduktion. Insbesondere werden Kaffee und Zuckerrohr angebaut.

## Sehenswürdigkeiten
- Santuario de Nuestra Señora de la Salud
- Cueva del Indio
- Cascadas de Juan Curi